# Algoritmo RLS
El algoritmo RLS (del inglés, Recursive-Least-Squares algorithm) se usa en filtros adaptativos para encontrar los coeficientes del filtro que permiten obtener el mínimo cuadrado de la señal de error (definida como la diferencia entre la señal deseada y la señal producida a la salida del filtro) en forma recursiva.

## Motivación
Considérese el modelo de series temporales lineal
{\displaystyle y(n+1)=wx(n)+e(n)}
donde {\displaystyle e(n)\sim N(0,1)} es ruido blanco. Deseamos estimar el parámetro {\displaystyle w} mediante cuadrados mínimos. A cada instante {\displaystyle N} nos referimos al nuevo estimador de cuadrados mínimos por {\displaystyle {\hat {w}}_{N}}. A medida que pasa el tiempo, desearíamos evitar repetir el algoritmo para encontrar el nuevo estimador {\displaystyle {\hat {w}}_{N+1}} en términos de {\displaystyle {\hat {w}}_{N}}, sino actualizarlos usando distintas técnicas.
La ventaja del uso del algoritmo RLS es que no hay necesidad de invertir matrices extremadamente grandes, ahorrando así poder de cómputo.